# Techiulo

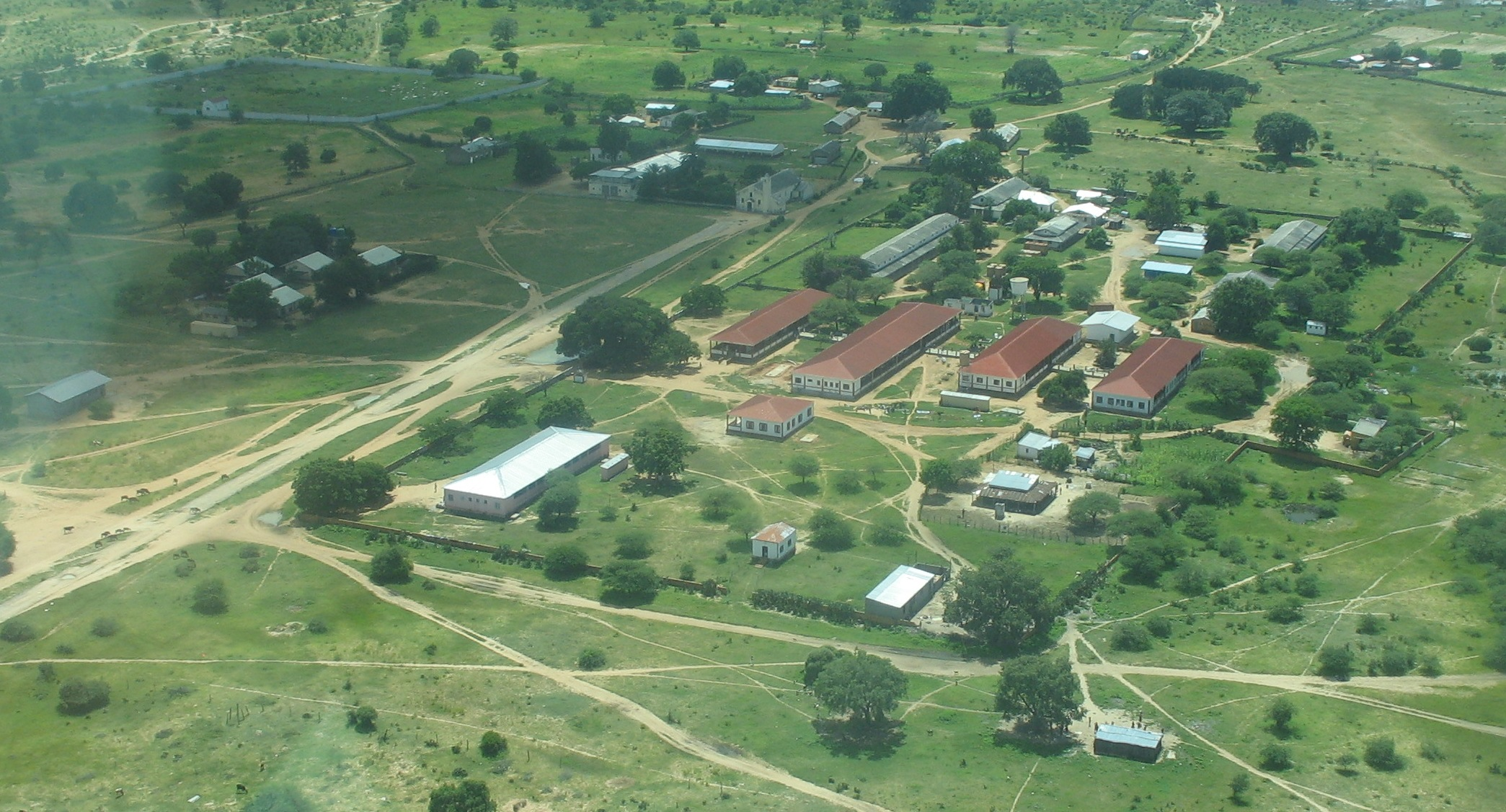
Ospedale di Chiulo visto dall'alto

Techiulo (anche chiamato Tchiule o Tchiulo) è un paese dell'Angola appartenente alla Provincia del Cunene.